# Dordżgotowyn Cerenchand
Dordżgotowyn Cerenchand (mong. Доржготовын Цэрэнханд; ur. 15 kwietnia 1977) – mongolska judoczka i sambistka. Dwukrotna olimpijka. Zajęła piąte miejsce w Pekinie 2008 i odpadła w eliminacjach w Sydney 2000. Walczyła w wadze średniej i ciężkiej.
Siódma na mistrzostwach świata w 2003, 2007 i 2010; uczestniczka zawodów w 1999 i 2011, a także zdobyła brązowy medal w drużynie w 2007 roku. Startowała w Pucharze Świata w latach 2007-2012. Srebrna i brązowa medalistka igrzysk azjatyckich w 2006 i brązowa w 2010; piąta w 2002. Zdobyła sześć medali na mistrzostwach Azji w latach 2002 - 2011. Brązowa medalistka igrzysk Azji Wschodniej w 1997. Druga na mistrzostwach Azji Wschodniej w 2006, a także na MŚ w sambo w 2007 roku.

## Letnie Igrzyska Olimpijskie 2000
| Konkurencja | Eliminacje                | Eliminacje         | Klas. końcowa |
| Konkurencja | Przeciwnik I              | Przeciwnik II      | Miejsce       |
| ----------- | ------------------------- | ------------------ | ------------- |
| 70 kg       | Tetiana Bielajewa (UKR) Z | Masae Ueno (JPN) P | 2 runda       |

## Letnie Igrzyska Olimpijskie 2008
| Konkurencja | Eliminacje               | Eliminacje              | Repasaże               | Repasaże                     | Finały               | Klas. końcowa |
| Konkurencja | Przeciwnik I             | 1/4                     | Przeciwnik I           | Przeciwnik II                | o 3. miejsce         | Miejsce       |
| ----------- | ------------------------ | ----------------------- | ---------------------- | ---------------------------- | -------------------- | ------------- |
| +78 kg      | Carola Uilenhoed (NED) Z | Lucija Polavder (SLO) P | Gülżan Isanowa (KAZ) Z | Anne-Sophie Mondière (FRA) Z | Idalys Ortíz (CUB) P | 5.            |